# Pałac Śmiechu
Pałac Śmiechu – opowiadanie Jon Berkeley, wydane w 2006 roku.
Michaś Środa nigdy nie był w cyrku, ale cyrk Oscuro nie jest zwyczajnym cyrkiem. Są tam groźni klauni i dziwna bestia, a gdy podczas przedstawienia z wieży spada dziewczynka ze skrzydłami, życie Michasia zmienia się na zawsze. Kiedy Michaś i Mała wyruszają, by uratować dwójkę przyjaciół uwięzionych w Pałacu Śmiechu, odkrywają potęgę przyjaźni i wspaniały dar-rodzinę.

## Rozdziały
1. Chłopiec w beczce.
2. Torba kości.
3. Maleńka akrobatka.
4. Null.
5. Czarna dziura.
6. Lady Partridge.
7. Upadek przez piorun.
8. Srebrny bilet.
9. Rada kotów.
10. Nadąsana Kura.
11. Mandarynka.
12. Słonecznik i chmura.
13. Varippuli.
14. Baltinglass z Arabii.
15. Dżem jabłkowy.
16. Wielka roześmiana głowa.
17. Półgłowi.
18. Cmentarzysko.
19. Beczkopiłka.
20. Gniazdo mrówek.
21. Paszca pełna kłów.
22. Tyłem do produ i na lewą stronę.
23. Cylinder i worek z piaskiem.
24. Srebrzysty.
25. Pudełko z gwiazdami.
26. Elektryczny chłopiec.
27. Opatrzność
28. Szef Genghis.
29. Ryba na patelni.
30. Poślizgi i pomyłki.
31. Zapuszkowany.
32. Struna.
33. Mała.
34. Kurier Tygodniowy Larde.

## Bohaterowie
- Michaś – chłopiec, który uciekł z sierocińca i pomaga Małej w znalezieniu Srebrzystego
- Mała – Anioł Pieśni, poświęciła swoje imię, aby ratować chłopca
- Srebrzysty – Anioł Burzy, został uwięziony w Pałacu Śmiechu
- Lady Partritge – miła staruszka, wdowa, mieszka na drzewie
- Baltinglass z Arabii – niewidomy staruszek, przyjaciel Lady
- Wielki Kortado – właściciel Cyrku Oscuro, chce zapanować nad światem
- Genghis – podwładny Kordata
- Null – potwór, który wszystko pożera, potem mniej niebezpieczny